# Green Montana
Green Montana, pseudonimo di Arnaud Nsita (Verviers, 15 giugno 1993), è un rapper belga.

## Biografia
Arnaud Nsita nasce a Verviers, in Vallonia, e comincia la sua carriera musicale come membro del gruppo Montana, a cui il suo nome d'arte fa riferimento. "Green" si riferisce invece al suo consumo di cannabis. Sale alla ribalta nel 2018 grazie alla pubblicazione dei doppi singoli Bleu nuit e Orange métallique.
Nel 2019 entra a far parte dell'etichetta 92i del rapper francese Booba.
Il 30 ottobre 2020 pubblica il suo primo album in studio, dal titolo Alaska, contenente 16 tracce di cui una realizzata insieme a Booba. Nel 2021 esce l'EP di 10 tracce Melancholia 999, successivamente certificato disco d'oro in Francia. Il 15 aprile 2022 viene reso disponibile il secondo album, Nostalgia+, in cui sono presenti le collaborazioni di SDM e Guy2Bezbar. Il disco raggiunge la vetta della classifica degli album più venduti in Francia nella prima settimana dall'uscita.
Il suo terzo album, Saudade, esce il 5 aprile 2024 e contiene le collaborazioni dei rapper Josman, Tiakola, Isha, SDM e Théodore.

## Discografia

### Album in studio
- 2020 – Alaska
- 2022 – Nostalgia+
- 2024 – Saudade

### EP
- 2021 – Melancholia 999